# FK Budućnost Podgorica
FK Budućnost Podgorica (cirill írással: ФК Будућност Подгорица) egy montenegrói labdarúgócsapat, amelynek székhelye Podgorica városában található. A montenegrói első osztályban szerepel, és szakosztálya a Budućnostnak (a labdarúgáson kívül híres még a kosárlabda, röplabda és a női kézilabda csapata is).

## Története
A klubot 1925-ben alapították. 1946-ban a Budućnost volt az egyetlen montenegrói csapat a jugoszláv első osztályban. A legnagyobb sikereket még 1965-ben és 1977-ben érték el, amikor mindkétszer sikerült bekerülni a jugoszláv kupa döntőjébe, de mindkétszer alulmaradtak. Kétségtelen, hogy az itt nevelkedett labdarúgók közül leginkább a Real Madrid csatárát, Predrag Mijatović-ot lehet kiemelni, aki felnőttként két évig játszott a csapatban. De többek között itt játszott még Dejan Savićević és Branko Brnović is.

## Sikerlista
Montenegrói First League
- Bajnok (7): 2007–08, 2011–12, 2016–17, 2019–20, 2020–21, 2022–23, 2024-25
- Ezüstérmes (9): 2006–07, 2008–09, 2009–10, 2010–11, 2012–13, 2015–16, 2017–18, 2018–19, 2021–22

Montenegrói Kupa
- Győztes (5): 2012–13, 2018–19, 2020–21, 2021–22, 2023–24
- Döntős (3): 2007–08, 2009–10, 2015–16

Jugoszláv Kupa
- Döntős (2): 1964–65, 1976–77

## A nemzetközi kupasorozatokban
| Szezon  | Kupasorozat      | Forduló                | Ellenfél                 | Hazai pályán elért eredmény | Idegenben elért eredmény | Összesített eredmény |  |
| ------- | ---------------- | ---------------------- | ------------------------ | --------------------------- | ------------------------ | -------------------- |  |
| 1981    | Intertotó-kupa   | Csoportkör             | Wacker Innsbruck         | 1–2                         | 3–1                      | 1.                   |  |
| 1981    | Intertotó-kupa   | Csoportkör             | Östers                   | 3–1                         | 0–0                      | 1.                   |  |
| 1981    | Intertotó-kupa   | Csoportkör             | Odense                   | 4–2                         | 1–1                      | 1.                   |  |
| 1995    | Intertotó-kupa   | Csoportkör             | Tervis Pärnu             | 3–1                         | —                        | 4.                   |  |
| 1995    | Intertotó-kupa   | Csoportkör             | Néa Szalamína Ammohósztu | 1–1                         | —                        | 4.                   |  |
| 1995    | Intertotó-kupa   | Csoportkör             | Bayer Leverkusen         | 0–3                         | —                        | 4.                   |  |
| 1995    | Intertotó-kupa   | Csoportkör             | ÓFI Kréta                | 3–4                         | —                        | 4.                   |  |
| 2005    | Intertotó-kupa   | 1. kör                 | Valletta                 | 2–2                         | 5–0                      | 7–2                  |  |
| 2005    | Intertotó-kupa   | 2. kör                 | Deportivo La Coruña      | 2–1                         | 0–3                      | 2–4                  |  |
| 2007–08 | UEFA-kupa        | 1. selejtezőkör        | Hajduk Split             | 1–1                         | 0–1                      | 1–2                  |  |
| 2008–09 | Bajnokok Ligája  | 1. selejtezőkör        | Tampere United           | 1–1                         | 1–2                      | 2–3                  |  |
| 2009–10 | Európa-liga      | 1. selejtezőkör        | Polonia Warszawa         | 0–2                         | 1–0                      | 1–2                  |  |
| 2010–11 | Európa-liga      | 2. selejtezőkör        | Bakı                     | 1–2                         | 3–0                      | 4–2                  |  |
| 2010–11 | Európa-liga      | 3. selejtezőkör        | Brøndby                  | 1–2                         | 0–1                      | 1–3                  |  |
| 2011–12 | Európa-liga      | 1. selejtezőkör        | Flamurtari               | 1–3                         | 2–1                      | 3–4                  |  |
| 2012–13 | Bajnokok Ligája  | 2. selejtezőkör        | Śląsk Wrocław            | 0–2                         | 1–0                      | 1–2                  |  |
| 2014–15 | Európa-liga      | 1. selejtezőkör        | Folgore Falciano         | 3–0                         | 2–1                      | 5–1                  |  |
| 2014–15 | Európa-liga      | 2. selejtezőkör        | Omónia Lefkoszíasz       | 0–0                         | 0–2                      | 0–2                  |  |
| 2015–16 | Európa-liga      | 1. selejtezőkör        | Spartaks Jūrmala         | 1–3                         | 0–0                      | 1–3                  |  |
| 2016–17 | Európa-liga      | 1. selejtezőkör        | Rabotnicski              | 1–0                         | 1–1                      | 2–1                  |  |
| 2016–17 | Európa-liga      | 2. selejtezőkör        | Genk                     | 2–0 (h.u.)                  | 0–2                      | 2–2 (bünt. 2–4)      |  |
| 2017–18 | Bajnokok Ligája  | 2. selejtezőkör        | Partizan                 | 0–0                         | 0–2                      | 0–2                  |  |
| 2018–19 | Európa-liga      | 1. selejtezőkör        | AS Trenčín               | 0–2                         | 1–1                      | 1–3                  |  |
| 2019–20 | Európa-liga      | 1. selejtezőkör        | Narva Trans              | 4–1                         | 2–0                      | 6–1                  |  |
| 2019–20 | Európa-liga      | 2. selejtezőkör        | Zorja Luhanszk           | 1–3                         | 0–1                      | 1–4                  |  |
| 2020–21 | Bajnokok Ligája  | 1. selejtezőkör        | Ludogorec Razgrad        | 1–3                         | —                        | 1–3                  |  |
| 2020–21 | Európa-liga      | 2. selejtezőkör        | Asztana                  | 1–0                         | —                        | 1–0                  |  |
| 2020–21 | Európa-liga      | 3. selejtezőkör        | Sarajevo                 | 1–2                         | —                        | 1–2                  |  |
| 2021–22 | Bajnokok Ligája  | 1. selejtezőkör        | HJK Helsinki             | 0–4                         | 1–3                      | 1–7                  |  |
| 2021–22 | Konferencia Liga | 2. selejtezőkör        | HB Tórshavn              | 0–2                         | 0–4                      | 0–6                  |  |
| 2022–23 | Konferencia Liga | 1. selejtezőkör        | Llapi                    | 2–0                         | 2–2                      | 4–2                  |  |
| 2022–23 | Konferencia Liga | 2. selejtezőkör        | Breiðablik               | 2–1                         | 0–2                      | 2–3                  |  |
| 2023–24 | Bajnokok Ligája  | előselejtező, elődöntő | Atlètic Club d′Escaldes  | 3–0                         | —                        | 3–0                  |  |
| 2023–24 | Bajnokok Ligája  | előselejtező, döntő    | Breiðablik               | 0–5                         | —                        | 0–5                  |  |
| 2023–24 | Konferencia Liga | 2. selejtezőkör        | Sztruga                  | 3–4                         | 0–1                      | 3–5                  |  |

## Stadion
Az FK Budućnost hazai pályája a Városi Stadion. Az eredeti neve Stadion pod Goricom, amely magyarra fordítva annyit jelent, hogy a stadion a Gorica alatt (Gorica egy hegy a város mellett). A stadion 11 500 férőhelyes, és ezzel a legnagyobb befogadóképességű Montenegróban. Mellesleg ez a stadion ad otthont a válogatottnak is.
A történelem során a stadion 1950-es években teljesen leégett.
Fontosabb meccsek, amelyeket itt játszottak:
- Jugoszlávia - Luxemburg 0:0 (EB-selejtező, 1971. október 27.) - 10 022
- Jugoszlávia - Wales 4:4 (EB-selejtező, 1982. december 15.) - 17 000
- FK Budućnost - Deportivo de La Coruña 2:1 (Intertotó-kupa, 2005. július 9.) - 10 000
- Montenegró - Magyarország 2:1 (első hivatalos mérkőzés, 2007. március 24.) - 13 000
- Montenegró - Olaszország 0:2 (VB selejtező, 2009. március 28.) - 17 000

## Híresebb játékosok
Jugoszláv, Szerbia és Montenegrói válogatott játékosok
- Dragoljub Brnović
- Dragan Simeunović
- Branko Brnović
- Dragoje Leković
- Predrag Mijatović
- Željko Petrović
- Dejan Savićević
- Anto Drobnjak
- Niša Saveljić

Montenegrói válogatott játékosok
- Simon Vukčević
- Igor Burzanović
- Milan Purović
- Risto Lakić
- Mladen Božović
- Mirko Raičević

További játékosok
- Dragan Brnović
- Marko Mugoša
- Srđan Radonjić
- Vladan Savić
- Balsa Bozović
- Aleksandar Nedović
- Nenad Sofranac
- Ardian Đokaj
- Ibrahim Lekić

## Külső hivatkozások
- Hivatalos honlap